# Smolný institut
Smolný institut v Petrohradě (rusky Смо́льный институт благородных девиц Санкт-Петербурга, Smolnyj institut blagorodnych děvic Sankt-Petěrburga) je někdejší první vysoká škola pro urozené dívky v Rusku. Toto dívčí vzdělávací zařízení položilo základy vzdělání žen v zemi. Bylo založeno ve Smolném monastýru.

## Dějiny

### Škola za Kateřiny II.
Škola byla založena z iniciativy I. I. Beckého a její název zněl Императорское воспитательное общество благородных девиц (Carské vzdělávací zařízení pro urozené dívky) v souladu s nařízením podepsaným Kateřinou II. 5. května (resp. 24. dubna) 1764. Toto společenství, jak se pravilo v listině, bylo založeno proto, aby „dalo zemi vzdělané ženy, vzorné matky, užitečné členy rodiny i společnosti“.
Kateřina II., zastánkyně pokrokových myšlenek Montena, Lockea a Fénelona, si přála založit vzdělávací zařízení po vzoru pařížského Maison royale de Saint-Louis. Do zařízení měly být přijímány dívky ne starší 16 let a měly zde strávit 12 let, přičemž rodiče byli povinni podepsat prohlášení, že je nebudou žádat zpět pod žádnou záminkou před uplynutím tohoto termínu. Carevna tím sledovala záměr, že odloučením dětí na dlouhou dobu od rodičů s nedobrým vzděláním a vrátí plně vzdělanou, plně rozvinutou a ušlechtilou dívku. Senát dostal nařízení vytisknout a rozeslat osnovy institutu do všech gubernií, provincií a měst, „aby každý ze šlechticů mohl, bude-li si to přát, poslat své dcery v dětských letech do tohoto zařízení vzdělání“. Osnovy předpokládaly vzdělání dvou stovek urozených dívek v nově vznikajícím Novoděvičím monastýru.
V roce 1765 bylo při škole, založené zpočátku jako uzavřené privilegované vzdělávací zařízení pro dcery z vysoce urozených šlechtických rodin, otevřeno oddělení „měšťanských dívek“ (pro dívky nešlechtického původu, s výjimkou poddanských sedláků). Budovu pro měšťanskou školu navrhl architekt J. Felten.

### Další historie

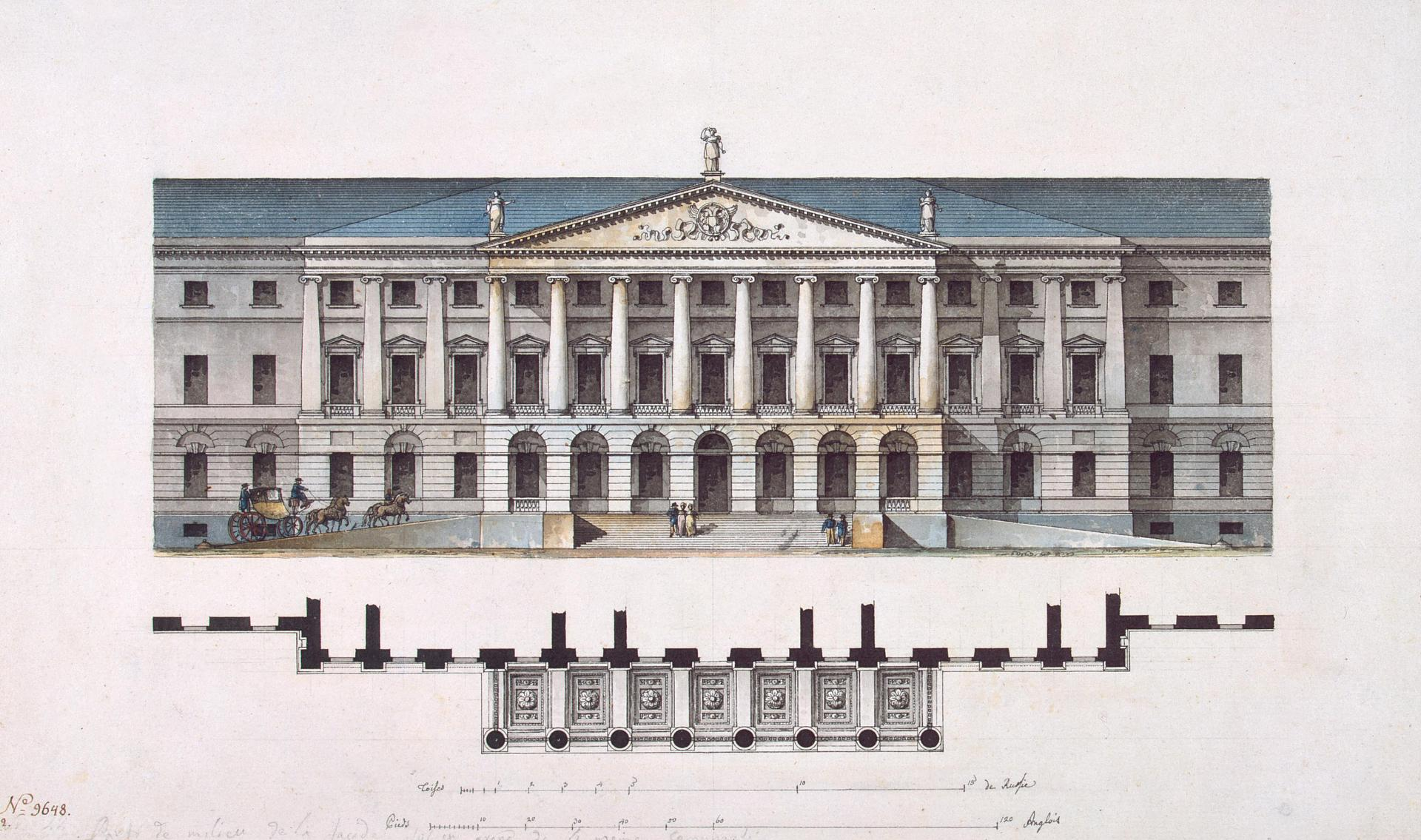
Quarenghiho návrh Smolného institutu v Petrohradě, perokresba asi 1806-1808

V roce 1796 byla škola přiřazena pod Správu institucí carevny Marie.
Roku 1806 byla pro školu postavena samostatná budova podle projektu architekta Giacoma Quarenghiho.
Do Smolného institutu byly přijímány dcery osob nejméně v hodnostech plukovníka či skutečného státního rady státní útratu a dcery dědičných šlechticů za roční úplatu, a připravovali je na dvořanský a společenský život. První vzdělávání dívek začínalo ve věku 6 let a končilo v 18 letech. V osnovách bylo vyučování ruského jazyka a literatury, geografie, aritmetiky, historie, cizí jazyky, hudby, klasického tance, kreslení, společenským způsobům, různým druhům vedení domácnosti. Později byla doba studia zkrácena na 9 let (od 9 let věku).
V letech 1859—1862 byl inspektorem školy K. D. Ušinskij, jenž provedl řadu pokrokových změn (novou sedmiletou učební osnovu s větším počtem hodin vyučování v ruském jazyce, zeměpis, dějiny, přírodních vědách ad.). Po nuceném odchodu Ušinského byly všechny jeho změny na škole zrušeny.
V roce 1848 byl ve škole zaveden dvouletý plán pedagogické přípravy pro učitelky, a měšťanské oddělení bylo přeloženo do petrohradské Alexandrovské školy (od roku 1891 Alexandrovský institut).